# Cheng Shu
Cheng Shu (chinesisch 成淑, Pinyin Chéng Shū, * 11. Juli 1987 in Nantong) ist eine Badmintonspielerin aus der Volksrepublik China.

## Karriere
Cheng Shu gewann 2007 bei der Badminton-Asienmeisterschaft Silber im Damendoppel mit Zhao Yunlei. Bei der Badminton-Weltmeisterschaft 2009 erkämpfte sie sich Bronze mit im Damendoppel, ebenfalls mit Zhao Yunlei. Gemeinsam siegten sie auch bei den Internationalen Meisterschaften von Österreich, den Japan Open, Macau Open, German Open und Korea Open.

## Sportliche Erfolge
| Saison | Veranstaltung                | Disziplin   | Name | Platz                   |
| ------ | ---------------------------- | ----------- | ---- | ----------------------- |
| 2007   | Badminton-Asienmeisterschaft | Damendoppel | 2    | Cheng Shu / Zhao Yunlei |
| 2007   | Austrian International       | Damendoppel | 1    | Cheng Shu / Zhao Yunlei |
| 2008   | Japan Open                   | Damendoppel | 1    | Cheng Shu / Zhao Yunlei |
| 2008   | Macau Open                   | Damendoppel | 1    | Cheng Shu / Zhao Yunlei |
| 2009   | German Open                  | Damendoppel | 1    | Cheng Shu / Zhao Yunlei |
| 2010   | Korea Open                   | Damendoppel | 1    | Cheng Shu / Zhao Yunlei |
| 2013   | Indonesia Open               | Damendoppel | 1    | Bao Yixin / Cheng Shu   |